# Santpoort-Zuid
Santpoort-Zuid ali Južni Santpoort je naselje v občini Velsen v nizozemski provinci Severna Holandija. Leži zahodno od Severnega Haarlema (Schoten). Santpoort-Zuid meji na vas Bloemendaal na jugu in vas Santpoort-Noord na severu. V vasi je železniška postaja s povezavo do postaje Amsterdam Central . Vas je prestižna soseska z nizozemskimi strokovnjaki. Je eno redkih obalnih gozdnatih območij, zaščitenih z velikimi sipinami.

## Zgodovina
Znano zgodovinsko mesto v Santpoort-Zuidu je ruševina gradu Brederode, pa tudi nekdanji dobro vzdrževan Naravno kopališče (Natuurbad), Velserend.
V bližini vasi so ruševine gradu Brederode iz 13. stoletja.

## Železniška postaja
Santpoort-Zuid je povezan z železniško mrežo z železniško postajo Santpoort Zuid.